# محمد نووي الجاوي
محمد نووي الجاوي (1230 - 1316 هـ) فقيه ومفسر ومتصوف من مشاهير علماء جاوة والحجاز البارزين في المذهب الشافعي في القرن الرابع عشر الهجري حتى لقب بعالم الحجاز في عصره.

## نسبه
محمد نووي بن عمر بن عربي بن علي بن جماد بن جنتا بن مسبوقيل بن مسكون بن مسنون بن مسوي بن تاج العرش بن حسن الدين بنتن بن هداية الله سونن جاتي بن عبد الله بن علي بن جمال الدين الحسين بن أحمد بن عبد الله عظمة خان بن عبد الملك بن علوي عم الفقيه المقدم بن محمد صاحب مرباط بن علي خالع قسم بن علوي بن محمد بن علوي بن عبيد الله بن أحمد المهاجر بن عيسى بن محمد النقيب بن علي العريضي بن جعفر الصادق بن محمد الباقر بن علي زين العابدين بن الحسين السبط بن الإمام علي بن أبي طالب، والإمام علي زوج فاطمة بنت محمد ﷺ.
فهو الحفيد 34 لرسول الله محمد ﷺ في سلسلة نسبه.

## مولده ونشأته
ولد في قرية تانارا بمقاطعة بنتن في جزيرة جاوة الإندونيسية سنة 1230 هـ/ 1815 م، ونشأ في أسرة إسلامية، أبوه عمر الحاج كان خادم إحدى المعاهد الإسلامية، وأمه زبيدة امرأة صالحة، وهو من ذرية السلطان حسن الدين سلطان بنتن. تلقى علومه الدينية منذ الخامسة من عمره على يد أبيه عمر الحاج، وتعلم منه القرآن الكريم، والأحاديث النبوية، والأخلاق، والنحو والصرف وغير ذلك.
وفي شبابه درس في المعهد الذي ترأس وبعد أن تعلم في ذلك المعهد حوالي ست سنوات، رجع هو وأخوه إلى قريته وعلم ودرّس في معهد أبيه كياهي عمر الحاج، واستمر ذلك التعليم سنتين، ثم واصل دارسته بمكة إلى أن توفي بها. درس فيها على مشايخها حتى نبغ في العلوم الإسلامية وتعمَّق فيها، وأصبح من أعيان علمائها وأنتج فيها إنتاجا عظيما، تدل على ذلك كثرة تصانيفه المتنوعة في العقيدة والتفسير والفقه والنحو والبلاغة والتصوف البالغ عددها قرابة مئة كتاب.

## مؤلفاته
من آثاره:
- «بهجة المسائل بشرح المسائل» رسالة جامعة في أصول الدين والفقه والتصوف للسيد أحمد بن زين الحبشي.
- «نصائح العباد» شرح على «المنبهات على الإستعداد ليوم المعاد» لابن حجر العسقلاني.
- «مراح لبيد لكشف معنى القرآن المجيد» أو «التفسير المنير لمعالم التنزيل» وهو تفسيره.
- «مراقي العبودية» شرح «بداية الهداية» للغزالي، فرغ من تأليفه سنة 1289 هـ.
- «نور الظلام» شرح قصيدة «عقيدة العوام» لأحمد المرزوقي.
- «قامع الطغيان على منظومة شعب الإيمان».
- «قطر الغيث في شرح مسائل أبي الليث».
- «عقود اللجين في بيان حقوق الزوجين».
- «نهاية الزين بشرح قرة العين» في الفقه.
- «شرح فتح الرحمن» في التجويد.
- «مرقاة صعود التصديق» في شرح «سلم التوفيق» لابن طاهر.
- «كاشفة السجا في شرح سفينة النجا» في أصول الدين والفقه، وهو شرح لمتن سفينة النجاة لسالم بن سمير الحضرمي.

## وفاته
توفي في مكة ودفن في مقبرة المعلاة سنة 1316 هـ/ 1898 م.